# Relais 4 × 100 mètres féminin aux Jeux olympiques d'été de 1936 (athlétisme)
Navigation
Los Angeles 1932 Londres 1948
L'épreuve du relais 4 × 100 mètres féminin aux Jeux olympiques d'été de 1936 s'est déroulée le 8 et 9 août 1936 au Stade olympique de Berlin, en Allemagne. Elle est remportée par l'équipe américaine.

## Résultats

### Finale
Alors que l'équipe allemande est en tête, la dernière relayeuse Ilse Dörffeldt fait tomber le témoin lors du passage de relais.
| Rang               | Pays           | Athlète                                                             | Temps  | Note |
| ------------------ | -------------- | ------------------------------------------------------------------- | ------ | ---- |
| Médaille d'or      | États-Unis     | Harriet Bland Annette Rogers Betty Robinson Helen Stephens          | 46 s 9 |      |
| Médaille d'argent  | Royaume-Uni    | Eileen Hiscock Violet Olney Audrey Brown Barbara Burke              | 47 s 6 |      |
| Médaille de bronze | Canada         | Dorothy Brookshaw Jeanette Dolson Hilda Cameron Aileen Meagher      | 47 s 8 |      |
| 4                  | Italie         | Lydia Bongiovanni Trebisonda Valla Fernanda Bullano Claudia Testoni | 48 s 7 |      |
| 5                  | Pays-Bas       | Kitty ter Braake Fanny Blankers-Koen Ali de Vries Lies Koning       | 48 s 8 |      |
| 6                  | Reich allemand | Emmy Albus Käthe Krauss Marie Dollinger Ilse Dörffeldt              | —      | DQ   |

### Séries

#### Série 1
| Rang | Pays       | Athlète                                                           | Temps  | Note |
| ---- | ---------- | ----------------------------------------------------------------- | ------ | ---- |
| 1    | États-Unis | Harriet Bland Annette Rogers Betty Robinson Helen Stephens        | 47 s 1 | Q    |
| 2    | Canada     | Dorothy Brookshaw Jeanette Dolson Hilda Cameron Aileen Meagher    | 48 s 0 | Q    |
| 3    | Pays-Bas   | Kitty ter Braake Fanny Blankers-Koen Ali de Vries Lies Koning     | 48 s 4 | Q    |
| 4    | Autriche   | Charlotte Machmer Johanna Vancura Grete Neumann Veronika Kohlbach | 49 s 9 |      |

#### Série 2
| Rang | Pays           | Athlète                                                             | Temps  | Note  |
| ---- | -------------- | ------------------------------------------------------------------- | ------ | ----- |
| 1    | Reich allemand | Emmy Albus Käthe Krauss Marie Dollinger Ilse Dörffeldt              | 46 s 4 | Q, WR |
| 2    | Royaume-Uni    | Eileen Hiscock Violet Olney Audrey Brown Barbara Burke              | 47 s 5 | Q     |
| 3    | Italie         | Lydia Bongiovanni Trebisonda Valla Fernanda Bullano Claudia Testoni | 48 s 6 | Q     |
| 4    | Finlande       | Irja Lipasti Ebba From Raili Halttu Rauni Essman                    | 49 s 5 |       |